# 칼리파샛

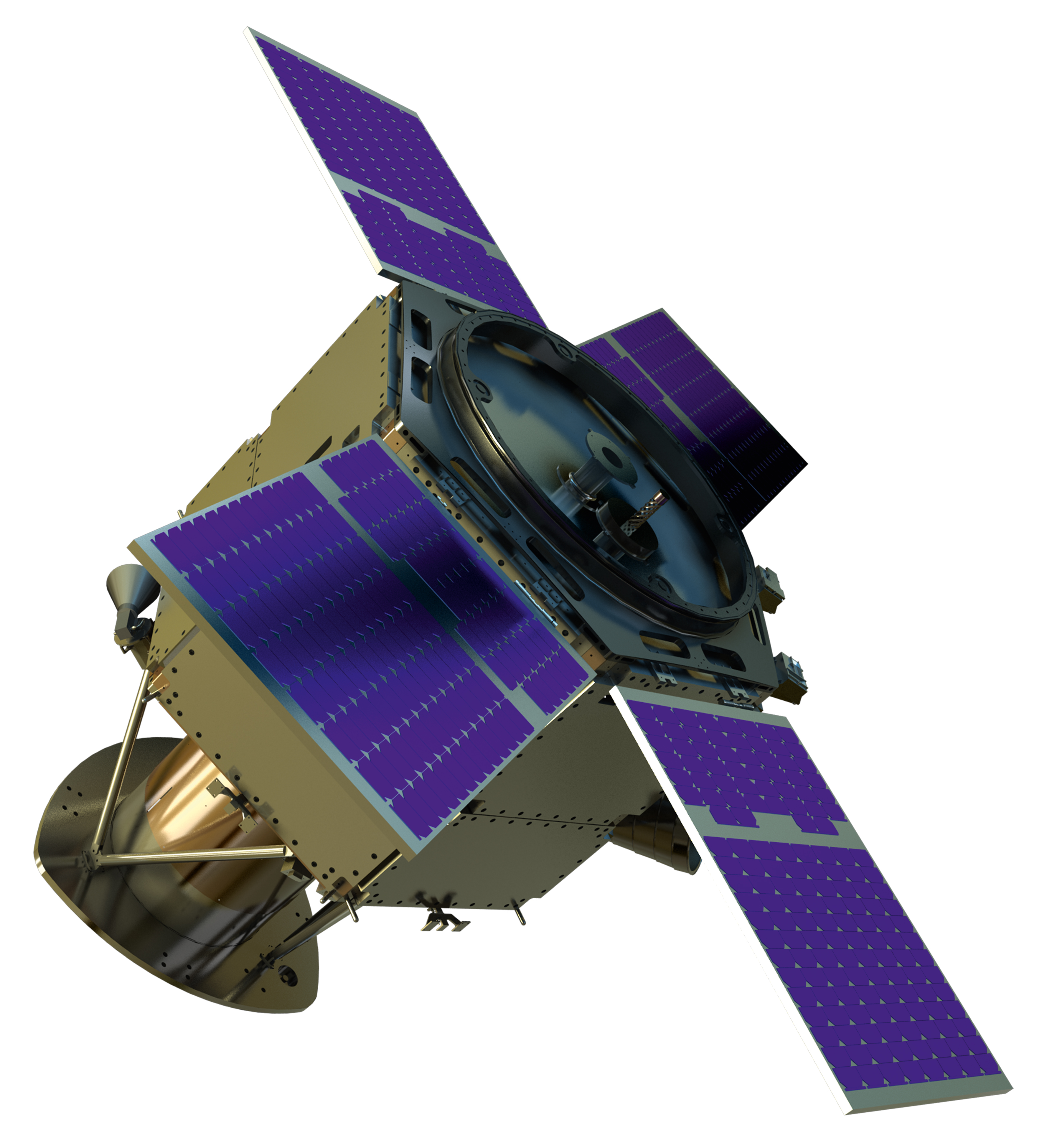
칼리파샛

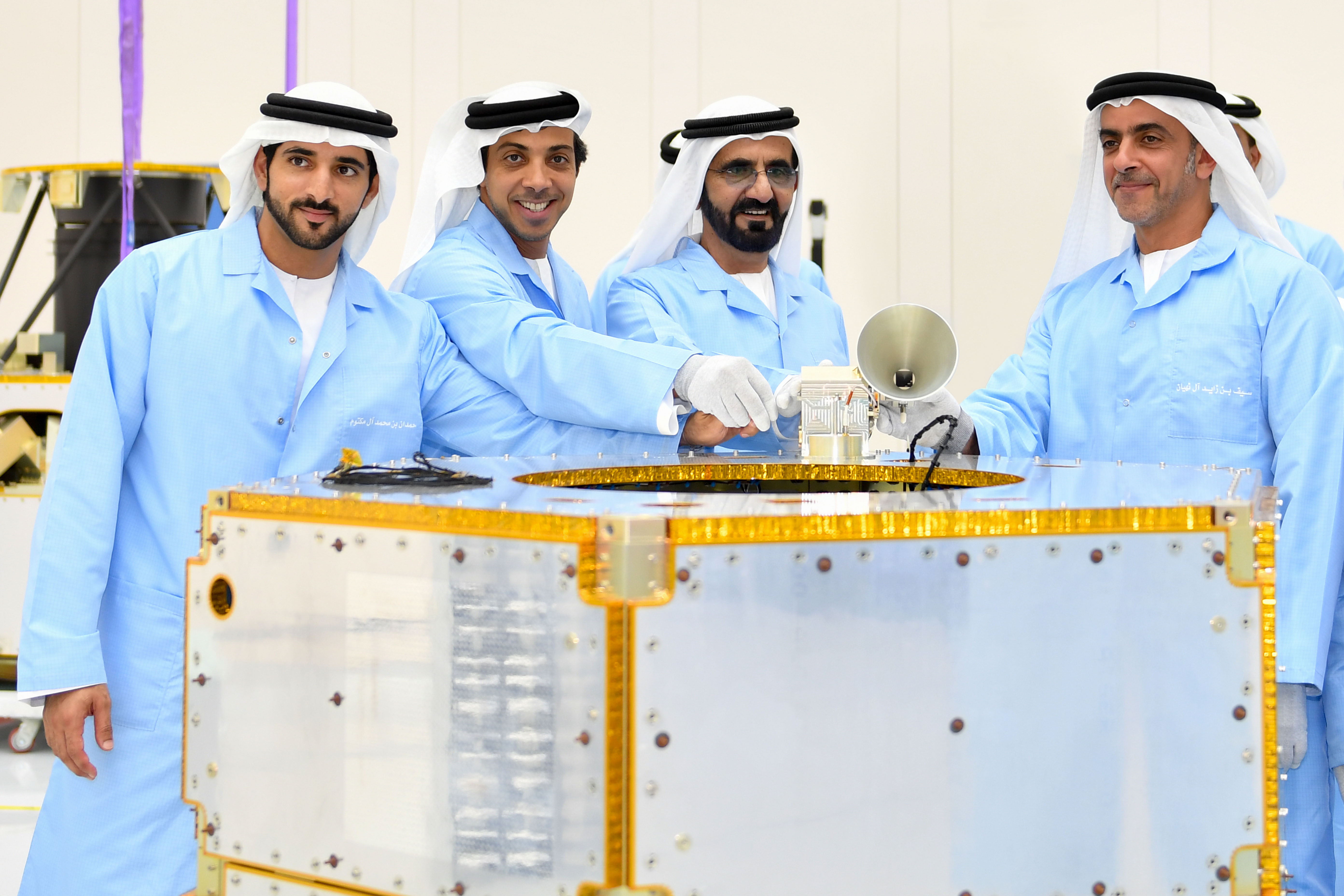
2016년 무하마드 빈 라시드 알막툼 UAE 총리와 만수르 부총리

칼리파샛은 아랍에미리트 최초의 국산 인공위성이다.

## 역사
칼리파샛은 원래 두바이샛 3호라고 불렸다. 두바이샛 1호, 두바이샛 2호는 한국의 벤처기업인 쎄트렉아이가 제작했다. 두바이샛 2호와 외양이 거의 똑같다.
- 두바이샛 1호, 무게 200 kg, 해상도 2.5 m, 발사 2009년 7월 29일, 러시아 드네프르 로켓
- 두바이샛 2호, 무게 300 kg, 해상도 1 m, 발사 2013년 11월 21일, 러시아 드네프르 로켓
- 칼리파샛, 무게 300 kg, 해상도 70 cm, 발사 2018년, 일본 H-2A 로켓

2018년 2월 16일, MBRSC에서 제작 완료된 칼리파샛이 최종점검을 받기 위해 한국으로 수송되었다. 인공위성 수송을 위해 특수 설비를 갖춘 에미레이트항공 보잉 777 전세 화물기에 실어 인천국제공항에 보냈다.
한국이 영국에서 우리별 1호로 기술이전 받아 발전시킨 것이 두바이샛 시리즈인데, 우리별 1호처럼 수명이 5년이다. 그러나 우리별 1호는 실제로는 12년간 정상작동했다.

## 해상도
칼리파샛의 해상도 70 cm는 보통 군사용 정찰위성의 해상도로 알려져 있으며, 도로에 있는 횡단보도의 흰색 선까지 식별이 가능하다. 해상도 4 m면 군사 전략적, 전술적 영상정보 획득이 가능하며, 해상도 2.5 m면 개인주택과 차량의 식별이 가능하다. 아랍 국가에서 해상도 70 cm의 지구관측위성을 보유한 나라는 많지 않다.

## 발사체
2018년 한국은 500 kg 인공위성을 독자 발사할 수 있는 한국형 소형발사체를 최초 발사한다. UAE 원전을 유치할 때, 한국 정부는 "모든 것을 한국 수준으로 만들어 주겠다"고 약속했기 때문에, 한국형 소형발사체가 UAE로 기술이전될 가능성도 없지 않다.
우리별 1호를 정부가 개발해서, 민간기업에 기술이전했고, 민간기업이 두바이에 수출했다. 문재인 정부는 3차 우주개발진흥기본계획을 확정해, 2026년까지 민간기업에 한국형 소형발사체 기술이전을 완료할 것이라고 발표했다.